# الڭارة
دائرة الڭارة هي مدينة في إقليم برشيد منذ 2004 ضمن جهة الشاوية ورديغة بالغرب المغربي. مجموع عدد سكان دائرة الڭارة 83510 نسمة.(تعداد السكان الرسمي 2024)